# Mexico op de Olympische Zomerspelen 2020
Mexico nam deel aan de Olympische Zomerspelen 2020 in Tokio, Japan.

## Medailleoverzicht
| Medaille | Naam                               | Sport          | Onderdeel                  | Datum      |
| -------- | ---------------------------------- | -------------- | -------------------------- | ---------- |
| Brons    | Luis Álvarez Alejandra Valencia    | Boogschieten   | team (x)                   | 24 juli    |
| Brons    | Gabriela Agúndez Alejandra Orozco  | Schoonspringen | 10m platform synchroon (v) | 27 juli    |
| Brons    | Aremi Fuentes                      | Gewichtheffen  | -76kg (v)                  | 1 augustus |
| Brons    | Nationaal mannenvoetbalteam Mexico | Voetbal        | Mannen                     | 6 augustus |

## Atleten
Hieronder volgt een overzicht van de atleten die zich reeds hebben verzekerd van deelname aan de Olympische Zomerspelen 2020.
| sport            | mannen | vrouwen | totaal |
| ---------------- | ------ | ------- | ------ |
| Atletiek         | 12     | 8       | 20     |
| Badminton        | 1      | 1       | 2      |
| Boksen           | 1      | 2       | 3      |
| Boogschieten     | 1      | 3       | 4      |
| Gewichtheffen    | 2      | 2       | 4      |
| Golf             | 2      | 2       | 4      |
| Gymnastiek       | 1      | 3       | 4      |
| Honkbal          | 24     | 0       | 24     |
| Judo             | 0      | 1       | 1      |
| Kanovaren        | 0      | 1       | 1      |
| Moderne vijfkamp | 2      | 2       | 4      |
| Paardensport     | 4      | 1       | 5      |
| Roeien           | 0      | 1       | 1      |
| Schermen         | 1      | 0       | 1      |
| Schietsport      | 3      | 2       | 5      |
| Schoonspringen   | 8      | 6       | 14     |
| Softbal          | 0      | 15      | 15     |
| Synchroonzwemmen | 0      | 2       | 2      |
| Taekwondo        | 1      | 1       | 2      |
| Tennis           | 0      | 2       | 2      |
| Triatlon         | 2      | 2       | 4      |
| Voetbal          | 22     | 0       | 22     |
| Volleybal        | 2      | 0       | 2      |
| Wielersport      | 2      | 4       | 6      |
| Worstelen        | 1      | 1       | 2      |
| Zeilen           | 2      | 2       | 4      |
| Zwemmen          | 3      | 1       | 4      |
| totaal           | 97     | 65      | 162    |

## Sporten

### Atletiek
Mannen
Loopnummers
| atleet               | onderdeel          | series  | series | kwartfinale | kwartfinale | halve finale | halve finale | finale         | finale         |
| atleet               | onderdeel          | tijd    | rang   | tijd        | rang        | tijd         | rang         | tijd           | rang           |
| -------------------- | ------------------ | ------- | ------ | ----------- | ----------- | ------------ | ------------ | -------------- | -------------- |
| Jesús Tonatiu López  | 800 m              | 1.46,14 | 1 Q    | n.v.t.      | n.v.t.      | 1.44,77      | 3            | niet geplaatst | niet geplaatst |
| Jesús Artura Esparza | marathon           | n.v.t.  | n.v.t. | n.v.t.      | n.v.t.      | n.v.t.       | n.v.t.       | 2:31.51        | 73             |
| Juan Joel Pacheco    | marathon           | n.v.t.  | n.v.t. | n.v.t.      | n.v.t.      | n.v.t.       | n.v.t.       | 2:23.41        | 64             |
| José Luis Santana    | marathon           | n.v.t.  | n.v.t. | n.v.t.      | n.v.t.      | n.v.t.       | n.v.t.       | 2:21.32        | 55             |
| Noel Chama           | 20 km snelwandelen | n.v.t.  | n.v.t. | n.v.t.      | n.v.t.      | n.v.t.       | n.v.t.       | 1:28.23        | 38             |
| Andrés Olivas        | 20 km snelwandelen | n.v.t.  | n.v.t. | n.v.t.      | n.v.t.      | n.v.t.       | n.v.t.       | 1:22.46        | 11             |
| Jesús Vega           | 20 km snelwandelen | n.v.t.  | n.v.t. | n.v.t.      | n.v.t.      | n.v.t.       | n.v.t.       | 1:30.37        | 42             |
| Isaac Palma          | 50 km snelwandelen | n.v.t.  | n.v.t. | n.v.t.      | n.v.t.      | n.v.t.       | n.v.t.       | DNF            | DNF            |
| Horacio Nava         | 50 km snelwandelen | n.v.t.  | n.v.t. | n.v.t.      | n.v.t.      | n.v.t.       | n.v.t.       | 4:19.00        | 44             |
| José Leyver Ojeda    | 50 km snelwandelen | n.v.t.  | n.v.t. | n.v.t.      | n.v.t.      | n.v.t.       | n.v.t.       | 3:56.53        | 15             |

Technische nummers
| atleet         | onderdeel      | kwalificaties | kwalificaties | finale         | finale         |
| atleet         | onderdeel      | afstand       | rang          | afstand        | rang           |
| -------------- | -------------- | ------------- | ------------- | -------------- | -------------- |
| Diego del Real | kogelslingeren | 75,17         | 15            | niet geplaatst | niet geplaatst |
| Edgar Rivera   | hoogspringen   | 2,21          | 19            | niet geplaatst | niet geplaatst |

Vrouwen
Loopnummers
| atlete          | onderdeel          | series   | series | kwartfinale | kwartfinale | halve finale   | halve finale   | finale         | finale         |
| atlete          | onderdeel          | tijd     | rang   | tijd        | rang        | tijd           | rang           | tijd           | rang           |
| --------------- | ------------------ | -------- | ------ | ----------- | ----------- | -------------- | -------------- | -------------- | -------------- |
| Paola Morán     | 400 m              | 51,18    | 3 Q    | n.v.t.      | n.v.t.      | 51,06          | 5              | niet geplaatst | niet geplaatst |
| Laura Galvan    | 1500 m             | 4.08,15  | 12     | n.v.t.      | n.v.t.      | niet geplaatst | niet geplaatst | niet geplaatst | niet geplaatst |
| Laura Galvan    | 5000 m             | 15.00,16 | 11     | n.v.t.      | n.v.t.      | n.v.t.         | n.v.t.         | niet geplaatst | niet geplaatst |
| Andrea Ramírez  | marathon           | n.v.t.   | n.v.t. | n.v.t.      | n.v.t.      | n.v.t.         | n.v.t.         | DNF            | DNF            |
| Úrsula Sánchez  | marathon           | n.v.t.   | n.v.t. | n.v.t.      | n.v.t.      | n.v.t.         | n.v.t.         | 2:45.45        | 64             |
| Daniela Torres  | marathon           | n.v.t.   | n.v.t. | n.v.t.      | n.v.t.      | n.v.t.         | n.v.t.         | 2:47.15        | 65             |
| Alegna González | 20 km snelwandelen | n.v.t.   | n.v.t. | n.v.t.      | n.v.t.      | n.v.t.         | n.v.t.         | 1:30.33        | 5              |
| Ilse Guerrero   | 20 km snelwandelen | n.v.t.   | n.v.t. | n.v.t.      | n.v.t.      | n.v.t.         | n.v.t.         | 1:45.47        | 51             |
| Valeria Ortuño  | 20 km snelwandelen | n.v.t.   | n.v.t. | n.v.t.      | n.v.t.      | n.v.t.         | n.v.t.         | 1:41.50        | 47             |

### Badminton
Mannen
| atleet     | onderdeel | groepsfase             | groepsfase                | groepsfase           | groepsfase | eliminatie           | kwartfinale          | halve finale         | finale / BM          | finale / BM |
| atleet     | onderdeel | tegenstander uitslag   | tegenstander uitslag      | tegenstander uitslag | rang       | tegenstander uitslag | tegenstander uitslag | tegenstander uitslag | tegenstander uitslag | rang        |
| ---------- | --------- | ---------------------- | ------------------------- | -------------------- | ---------- | -------------------- | -------------------- | -------------------- | -------------------- | ----------- |
| Lino Muñoz | enkelspel | Ng K L V (9-21, 10-21) | K Cordón V (14-21, 12-21) | n.v.t.               | 3          | niet geplaatst       | niet geplaatst       | niet geplaatst       | niet geplaatst       | 15          |

Vrouwen
| atlete          | onderdeel | groepsfase              | groepsfase              | groepsfase           | groepsfase | eliminatie           | kwartfinale          | halve finale         | finale / BM          | finale / BM |
| atlete          | onderdeel | tegenstander uitslag    | tegenstander uitslag    | tegenstander uitslag | rang       | tegenstander uitslag | tegenstander uitslag | tegenstander uitslag | tegenstander uitslag | rang        |
| --------------- | --------- | ----------------------- | ----------------------- | -------------------- | ---------- | -------------------- | -------------------- | -------------------- | -------------------- | ----------- |
| Haramara Gaitan | enkelspel | Kim G-e V (14-21, 9-21) | Yeo J M V (7-21, 10-21) | n.v.t.               | 3          | niet geplaatst       | niet geplaatst       | niet geplaatst       | niet geplaatst       | 15          |

### Boksen
Mannen
| atleet         | onderdeel        | eerste ronde         | tweede ronde         | kwartfinale          | halve finale         | finale               | rang           |
| atleet         | onderdeel        | tegenstander uitslag | tegenstander uitslag | tegenstander uitslag | tegenstander uitslag | tegenstander uitslag | rang           |
| -------------- | ---------------- | -------------------- | -------------------- | -------------------- | -------------------- | -------------------- | -------------- |
| Rogelio Romero | halfzwaargewicht | bye                  | Plantić W 4 - 1      | López V 0 - 5        | niet geplaatst       | niet geplaatst       | niet geplaatst |

Vrouwen
| atlete           | onderdeel     | eerste ronde         | tweede ronde         | kwartfinale          | halve finale         | finale               | rang           |
| atlete           | onderdeel     | tegenstander uitslag | tegenstander uitslag | tegenstander uitslag | tegenstander uitslag | tegenstander uitslag | rang           |
| ---------------- | ------------- | -------------------- | -------------------- | -------------------- | -------------------- | -------------------- | -------------- |
| Esmeralda Falcón | lichtgewicht  | Nicoli V 1 - 4       | niet geplaatst       | niet geplaatst       | niet geplaatst       | niet geplaatst       | niet geplaatst |
| Brianda Cruz     | weltergewicht | bye                  | Jones V 2 - 3        | niet geplaatst       | niet geplaatst       | niet geplaatst       | niet geplaatst |

### Boogschieten
Mannen
| atleet       | onderdeel   | plaatsingsronde | plaatsingsronde | eerste ronde         | tweede ronde         | derde ronde          | kwartfinale          | halve finale         | finale / BM          | finale / BM |
| atleet       | onderdeel   | score           | rang            | tegenstander uitslag | tegenstander uitslag | tegenstander uitslag | tegenstander uitslag | tegenstander uitslag | tegenstander uitslag | rang        |
| ------------ | ----------- | --------------- | --------------- | -------------------- | -------------------- | -------------------- | -------------------- | -------------------- | -------------------- | ----------- |
| Luis Álvarez | individueel | 662             | 19              | T Furukawa V 3 – 7   | niet geplaatst       | niet geplaatst       | niet geplaatst       | niet geplaatst       | niet geplaatst       | 33          |

Vrouwen
| atleet                                          | onderdeel   | plaatsingsronde | plaatsingsronde | eerste ronde           | tweede ronde           | derde ronde          | kwartfinale          | halve finale         | finale / BM          | finale / BM |
| atleet                                          | onderdeel   | score           | rang            | tegenstander uitslag   | tegenstander uitslag   | tegenstander uitslag | tegenstander uitslag | tegenstander uitslag | tegenstander uitslag | rang        |
| ----------------------------------------------- | ----------- | --------------- | --------------- | ---------------------- | ---------------------- | -------------------- | -------------------- | -------------------- | -------------------- | ----------- |
| Aída Román                                      | individueel | 665             | 6               | R Elwalid W 6 – 2      | B Pitman V 2 – 6       | niet geplaatst       | niet geplaatst       | niet geplaatst       | niet geplaatst       | 17          |
| Alejandra Valencia                              | individueel | 674             | 4               | K Kazlouskaya W 6 – 0  | K Dziominskaya W 7 – 3 | L Barbelin W 6 – 0   | M Brown V 5 – 6      | niet geplaatst       | niet geplaatst       | 5           |
| Ana Paula Vázquez                               | individueel | 637             | 32              | A M dos Santos V 4 – 6 | niet geplaatst         | niet geplaatst       | niet geplaatst       | niet geplaatst       | niet geplaatst       | 33          |
| Aída Román Alejandra Valencia Ana Paula Vázquez | team        | 1976            | 2               | bye                    | n.v.t.                 | n.v.t.               | Duitsland V 2 – 6    | niet geplaatst       | niet geplaatst       | 5           |

Gemengd
| atlete                          | onderdeel | plaatsingsronde | plaatsingsronde | eerste ronde         | kwartfinale              | halve finale         | finale / BM          | finale / BM |
| atlete                          | onderdeel | score           | rang            | tegenstander uitslag | tegenstander uitslag     | tegenstander uitslag | tegenstander uitslag | rang        |
| ------------------------------- | --------- | --------------- | --------------- | -------------------- | ------------------------ | -------------------- | -------------------- | ----------- |
| Luis Álvarez Alejandra Valencia | team      | 1336            | 4               | Duitsland W 6 – 2    | Groot-Brittannië W 6 – 0 | Zuid-Korea V 1 – 5   | Turkije W 6 – 2      | Brons       |

### Gewichtheffen
Mannen
| atleet         | onderdeel | trekken | trekken | stoten | stoten | totaal | rang |
| atleet         | onderdeel | score   | rang    | score  | rang   | totaal | rang |
| -------------- | --------- | ------- | ------- | ------ | ------ | ------ | ---- |
| Jonathan Muñoz | -67 kg    | 138     | 8       | 163    | 10     | 298    | 10   |
| Jorge Cárdenas | -73 kg    | 145     | 8       | 175    | 10     | 320    | 11   |

Vrouwen
| atleet             | onderdeel | trekken | trekken | stoten | stoten | totaal | rang  |
| atleet             | onderdeel | score   | rang    | score  | rang   | totaal | rang  |
| ------------------ | --------- | ------- | ------- | ------ | ------ | ------ | ----- |
| Ana Gabriela López | -55 kg    | 90      | 5       | 105    | 9      | 195    | 9     |
| Aremi Fuentes      | -76 kg    | 108     | 4       | 138    | 3      | 245    | Brons |

### Golf
Mannen
| atleet        | onderdeel | eerste ronde | tweede ronde | derde ronde | vierde ronde | totaal | totaal | totaal |
| atleet        | onderdeel | score        | score        | score       | score        | score  | par    | rang   |
| ------------- | --------- | ------------ | ------------ | ----------- | ------------ | ------ | ------ | ------ |
| Abraham Ancer | mannen    | 69           | 69           | 66          | 68           | 272    | -12    | 14     |
| Carlos Ortiz  | mannen    | 65           | 67           | 69          | 78           | 279    | -5     | 42     |

Vrouwen
| atlete      | onderdeel | eerste ronde | tweede ronde | derde ronde | vierde ronde | totaal | totaal | totaal |
| atlete      | onderdeel | score        | score        | score       | score        | score  | par    | rang   |
| ----------- | --------- | ------------ | ------------ | ----------- | ------------ | ------ | ------ | ------ |
| María Fassi | vrouwen   | 73           | 70           | 68          | 68           | 279    | -5     | 23     |
| Gaby López  | vrouwen   | 71           | 72           | 69          | 71           | 283    | -1     | 38     |

### Gymnastiek

#### Turnen
Mannen
| atleet        | onderdeel | kwalificatie | kwalificatie | kwalificatie | kwalificatie | kwalificatie | kwalificatie | kwalificatie | kwalificatie | finale         | finale         | finale         | finale         | finale         | finale         | finale         | finale         |
| atleet        | onderdeel | toestel      | toestel      | toestel      | toestel      | toestel      | toestel      | totaal       | positie      | toestel        | toestel        | toestel        | toestel        | toestel        | toestel        | totaal         | positie        |
| atleet        | onderdeel | vloer        | voltige      | ringen       | sprong       | brug         | rekstok      | totaal       | positie      | vloer          | voltige        | ringen         | sprong         | brug           | rekstok        | totaal         | positie        |
| ------------- | --------- | ------------ | ------------ | ------------ | ------------ | ------------ | ------------ | ------------ | ------------ | -------------- | -------------- | -------------- | -------------- | -------------- | -------------- | -------------- | -------------- |
| Daniel Corral | meerkamp  | 13,200       | 13,266       | 13,366       | 13,933       | 14,033       | 13,100       | 80,898       | 40           | niet geplaatst | niet geplaatst | niet geplaatst | niet geplaatst | niet geplaatst | niet geplaatst | niet geplaatst | niet geplaatst |

Vrouwen
| atlete       | onderdeel | kwalificatie  | kwalificatie | kwalificatie | kwalificatie | kwalificatie | kwalificatie | finale         | finale         | finale         | finale         | finale         | finale         |
| atlete       | onderdeel | toestel       | toestel      | toestel      | toestel      | totaal       | positie      | toestel        | toestel        | toestel        | toestel        | totaal         | positie        |
| atlete       | onderdeel | sprong        | brug         | balk         | vloer        | totaal       | positie      | sprong         | brug           | balk           | vloer          | totaal         | positie        |
| ------------ | --------- | ------------- | ------------ | ------------ | ------------ | ------------ | ------------ | -------------- | -------------- | -------------- | -------------- | -------------- | -------------- |
| Alexa Moreno | meerkamp  | 14,833 14,433 | 12,566       | 11,066       | 12,233       | 50,798       | 50           | niet geplaatst | niet geplaatst | niet geplaatst | niet geplaatst | niet geplaatst | niet geplaatst |
| Alexa Moreno | sprong    | 14,833 14,433 | n.v.t.       | n.v.t.       | n.v.t.       | 14,833       | 8 Q          | 14,766 14,666  | n.v.t.         | n.v.t.         | n.v.t.         | 14,716         | 4              |

#### Ritmisch
| atlete       | onderdeel   | kwalificatie | kwalificatie | kwalificatie | kwalificatie | kwalificatie | kwalificatie | finale         | finale         | finale         | finale         | finale         | finale         |
| atlete       | onderdeel   | hoepel       | bal          | knotsen      | lint         | totaal       | rang         | hoepel         | bal            | knotsen        | lint           | totaal         | rang           |
| ------------ | ----------- | ------------ | ------------ | ------------ | ------------ | ------------ | ------------ | -------------- | -------------- | -------------- | -------------- | -------------- | -------------- |
| Rut Castillo | individueel | 22,350       | 22,700       | 21,500       | 16,200       | 82,750       | 22           | niet geplaatst | niet geplaatst | niet geplaatst | niet geplaatst | niet geplaatst | niet geplaatst |

#### Trampoline
Vrouwen
| atlete        | onderdeel  | kwalificaties | kwalificaties | finale | finale |
| atlete        | onderdeel  | score         | rang          | score  | rang   |
| ------------- | ---------- | ------------- | ------------- | ------ | ------ |
| Dafne Navarro | trampoline | 99,850        | 8 Q           | 48,345 | 8      |

### Honkbal
Mannen
| Olympiër | Onderdeel | Resultaat | Prestatie                                                                                                  |
| --- | --------- | --------- | --- |
| Fabián Anguamea Édgar Arredondo Manny Bañuelos Manny Barreda Carlos Bustamante Daniel Duarte Juan Pablo Oramas Óliver Pérez Teddy Stankiewicz Fernando Salas Sasagi Sánchez César Vargas Alí Solís Alexis Wilson Danny Espinosa Ryan Goins Adrián González Efrén Navarro Ramiro Peña Isaac Rodríguez José Cardona Sebastián Elizalde Jonathan Jones Joey Meneses | mannen    | 6         | Groepsfase Verloren van Dominicaanse Republiek 0 - 1 Verloren van Japan Ronde 1 Verloren van Israël 5 - 12 |

### Judo
Vrouwen
| atlete               | onderdeel | eerste ronde         | tweede ronde         | kwartfinale          | halve finale         | herkansing           | finale / BM          | finale / BM    |
| atlete               | onderdeel | tegenstander uitslag | tegenstander uitslag | tegenstander uitslag | tegenstander uitslag | tegenstander uitslag | tegenstander uitslag | rang           |
| -------------------- | --------- | -------------------- | -------------------- | -------------------- | -------------------- | -------------------- | -------------------- | -------------- |
| Prisca Awiti Alcaraz | −63 kg    | Bold V 0 - 10        | niet geplaatst       | niet geplaatst       | niet geplaatst       | niet geplaatst       | niet geplaatst       | niet geplaatst |

### Kanovaren

#### Slalom
Vrouwen
| atleet        | onderdeel  | series | series | series | series | series    | series | halve finale | halve finale | finale         | finale         |
| atleet        | onderdeel  | run 1  | rang   | run 2  | rang   | beste run | rang   | tijd         | rang         | tijd           | rang           |
| ------------- | ---------- | ------ | ------ | ------ | ------ | --------- | ------ | ------------ | ------------ | -------------- | -------------- |
| Sofía Reinoso | K-1 slalom | 132,89 | 22     | 135,19 | 26     | 132,89    | 23     | 136,34       | 21           | niet geplaatst | niet geplaatst |

### Moderne vijfkamp
Mannen
| atlete          | onderdeel | schermen (degen) | schermen (degen) | schermen (degen) | schermen (degen) | zwemmen (200 m vrije slag) | zwemmen (200 m vrije slag) | zwemmen (200 m vrije slag) | paardrijden (springen) | paardrijden (springen) | paardrijden (springen) | combinatie: schieten/lopen (10 m luchtpistool)/(3200 m) | combinatie: schieten/lopen (10 m luchtpistool)/(3200 m) | combinatie: schieten/lopen (10 m luchtpistool)/(3200 m) | totaal punten | rang |
| atlete          | onderdeel | RR               | BR               | rang             | punten           | tijd                       | rang                       | punten                     | strafpunten            | rang                   | punten                 | tijd                                                    | rang                                                    | punten                                                  | totaal punten | rang |
| --------------- | --------- | ---------------- | ---------------- | ---------------- | ---------------- | -------------------------- | -------------------------- | -------------------------- | ---------------------- | ---------------------- | ---------------------- | ------------------------------------------------------- | ------------------------------------------------------- | ------------------------------------------------------- | ------------- | ---- |
| Duilio Carrillo | mannen    | 17               | 0                | 20               | 202              | 2.04,08                    | 21                         | 302                        | EL                     | 33                     | 0                      | 11.31,68                                                | 22                                                      | 609                                                     | 1113          | 33   |
| Álvaro Sandoval | mannen    | 11               | 1                | 31               | 167              | 2.02,52                    | 17                         | 305                        | EL                     | 33                     | 0                      | 11.26,30                                                | 21                                                      | 614                                                     | 1086          | 35   |

Vrouwen
| atlete        | onderdeel        | schermen (degen) | schermen (degen) | schermen (degen) | schermen (degen) | zwemmen (200 m vrije slag) | zwemmen (200 m vrije slag) | zwemmen (200 m vrije slag) | paardrijden (springen) | paardrijden (springen) | paardrijden (springen) | combinatie: schieten/lopen (10 m luchtpistool)/(3200 m) | combinatie: schieten/lopen (10 m luchtpistool)/(3200 m) | combinatie: schieten/lopen (10 m luchtpistool)/(3200 m) | totaal punten | rang |
| atlete        | onderdeel        | RR               | BR               | rang             | punten           | tijd                       | rang                       | punten                     | strafpunten            | rang                   | punten                 | tijd                                                    | rang                                                    | punten                                                  | totaal punten | rang |
| ------------- | ---------------- | ---------------- | ---------------- | ---------------- | ---------------- | -------------------------- | -------------------------- | -------------------------- | ---------------------- | ---------------------- | ---------------------- | ------------------------------------------------------- | ------------------------------------------------------- | ------------------------------------------------------- | ------------- | ---- |
| Mariana Arceo | moderne vijfkamp | 15               | 4                | 29               | 184              | 2.16,65                    | 23                         | 277                        | 7                      | 14                     | 293                    | 12.32,16                                                | 548                                                     | 16                                                      | 1302          | 16   |
| Mayan Oliver  | moderne vijfkamp | 16               | 0                | 22               | 196              | 2.24,16                    | 32                         | 262                        | 7                      | 10                     | 293                    | 12.21,48                                                | 12                                                      | 559                                                     | 1310          | 15   |

### Paardensport

#### Dressuur
| ruiter           | paard   | onderdeel   | Grand Prix | Grand Prix | Grand Prix Special | Grand Prix Special | Grand Prix Freestyle | Grand Prix Freestyle | totaal         | totaal |
| ruiter           | paard   | onderdeel   | score      | rang       | score              | rang               | technisch            | artistiek            | uitslag        | rang   |
| ---------------- | ------- | ----------- | ---------- | ---------- | ------------------ | ------------------ | -------------------- | -------------------- | -------------- | ------ |
| Martha Del Valle | Beduino | individueel | 64,876     | 9          | n.v.t.             | n.v.t.             | niet geplaatst       | niet geplaatst       | niet geplaatst | 51     |

#### Springen
| ruiter                                          | paard                     | onderdeel   | kwalificatie | kwalificatie | finale         | finale         | finale         |
| ruiter                                          | paard                     | onderdeel   | strafpunten  | rang         | strafpunten    | tijd           | rang           |
| ----------------------------------------------- | ------------------------- | ----------- | ------------ | ------------ | -------------- | -------------- | -------------- |
| Eugenio Garza                                   | Armani SL Z               | individueel | 8            | 47           | niet geplaatst | niet geplaatst | niet geplaatst |
| Enrique González                                | Chacna                    | individueel | 8            | 44           | niet geplaatst | niet geplaatst | niet geplaatst |
| Manuel González                                 | Hortensia van de Leeuwerk | individueel | 12           | 55           | niet geplaatst | niet geplaatst | niet geplaatst |
| Eugenio Garza Enrique González Patricio Pasquel | Armani SL Z Chacna Babel  | team        | 6 + EL       | 16           | niet geplaatst | niet geplaatst | niet geplaatst |

### Roeien
Vrouwen
| atlete        | onderdeel | series  | series | herkansingen | herkansingen | kwartfinale | kwartfinale | halve finale | halve finale | finale  | finale |
| atlete        | onderdeel | tijd    | rang   | tijd         | rang         | tijd        | rang        | tijd         | rang         | tijd    | rang   |
| ------------- | --------- | ------- | ------ | ------------ | ------------ | ----------- | ----------- | ------------ | ------------ | ------- | ------ |
| Kenia Lechuga | skiff     | 7.54,21 | 2 KF   | bye          | bye          | 8.09,29     | 4 HC/D      | 7.33,72      | 1 FC         | 7.43,55 | 16     |

Legenda: FA=finale A (medailles); FB=finale B (geen medailles); FC=finale C (geen medailles); FD=finale D (geen medailles); FE=finale E (geen medailles); FF=finale F (geen medailles); HA/B=halve finale A/B; HC/D=halve finale C/D; HE/F=halve finale E/F; KF=kwartfinale; H=herkansing

### Schermen
Mannen
| atleet          | onderdeel | eerste ronde         | tweede ronde         | derde ronde          | kwartfinale          | halve finale         | finale / BM          | finale / BM    |
| atleet          | onderdeel | tegenstander uitslag | tegenstander uitslag | tegenstander uitslag | tegenstander uitslag | tegenstander uitslag | tegenstander uitslag | rang           |
| --------------- | --------- | -------------------- | -------------------- | -------------------- | -------------------- | -------------------- | -------------------- | -------------- |
| Diego Cervantes | floret    | Huang M W 15 - 14    | Lefort V 11 - 15     | niet geplaatst       | niet geplaatst       | niet geplaatst       | niet geplaatst       | niet geplaatst |

### Schietsport
Mannen
| atleet            | onderdeel               | kwalificaties | kwalificaties | finale         | finale         |
| atleet            | onderdeel               | punten        | rang          | punten         | rang           |
| ----------------- | ----------------------- | ------------- | ------------- | -------------- | -------------- |
| Edson Ramírez     | 10 m luchtgeweer        | 625,9         | 18            | niet geplaatst | niet geplaatst |
| José Luis Sánchez | 50 m geweer 3 houdingen | 1154-48x      | 33            | niet geplaatst | niet geplaatst |
| Jorge Orozco      | trap                    | 112           | 6 Q           | 28             | 4              |

Vrouwen
| atlete             | onderdeel | kwalificaties | kwalificaties | finale         | finale         |
| atlete             | onderdeel | punten        | rang          | punten         | rang           |
| ------------------ | --------- | ------------- | ------------- | -------------- | -------------- |
| Gabriela Rodríguez | skeet     | 118           | 12            | niet geplaatst | niet geplaatst |
| Alejandra Ramírez  | trap      | 116           | 13            | niet geplaatst | niet geplaatst |

Gemengd
| atleet                         | onderdeel | kwalificaties | kwalificaties | finale         | finale         |
| atleet                         | onderdeel | punten        | rang          | punten         | rang           |
| ------------------------------ | --------- | ------------- | ------------- | -------------- | -------------- |
| Jorge Orozco Alejandra Ramírez | trap      | 138           | 16            | niet geplaatst | niet geplaatst |

### Schoonspringen
Mannen
| atleet                     | onderdeel               | series | series | halve finale   | halve finale   | finale         | finale         |
| atleet                     | onderdeel               | punten | rang   | punten         | rang           | punten         | rang           |
| -------------------------- | ----------------------- | ------ | ------ | -------------- | -------------- | -------------- | -------------- |
| Osmar Olvera               | 3 m plank               | 442,45 | 9 Q    | 384,80         | 14             | niet geplaatst | niet geplaatst |
| Rommel Pacheco             | 3 m plank               | 479,25 | 3 Q    | 437,65         | 6 Q            | 428,75         | 6              |
| Iván García                | 10 m toren              | 316,95 | 24     | niet geplaatst | niet geplaatst | niet geplaatst | niet geplaatst |
| Andrés Villareal           | 10 m toren              | 410,30 | 9 Q    | 405,55         | 11 Q           | 381,75         | 12             |
| Yahel Castillo Juan Celaya | 3 m plank synchroon     | n.v.t. | n.v.t. | n.v.t.         | n.v.t.         | 400,14         | 4              |
| José Balleza Kevin Berlín  | 10 m platform synchroon | n.v.t. | n.v.t. | n.v.t.         | n.v.t.         | 407,13         | 4              |

Vrouwen
| atlete                             | onderdeel               | series | series | halve finale   | halve finale   | finale         | finale         |
| atlete                             | onderdeel               | punten | rang   | punten         | rang           | punten         | rang           |
| ---------------------------------- | ----------------------- | ------ | ------ | -------------- | -------------- | -------------- | -------------- |
| Arantxa Chávez                     | 3 m plank               | 190,35 | 27     | niet geplaatst | niet geplaatst | niet geplaatst | niet geplaatst |
| Aranza Vázquez                     | 3 m plank               | 294,30 | 8 Q    | 318,60         | 4 Q            | 303,45         | 6              |
| Gabriela Agúndez                   | 10 m toren              | 297,65 | 12 Q   | 337,30         | 4 Q            | 358,50         | 4              |
| Alejandra Orozco                   | 10 m toren              | 308,10 | 9 Q    | 301,40         | 12 Q           | 322,05         | 6              |
| Dolores Hernández Carolina Mendoza | 3 m plank synchroon     | n.v.t. | n.v.t. | n.v.t.         | n.v.t.         | 275,10         | 4              |
| Gabriela Agúndez Alejandra Orozco  | 10 m platform synchroon | n.v.t. | n.v.t. | n.v.t.         | n.v.t.         | 299,70         | Brons          |

### Softbal
| Olympiër | Discipline | Resultaat | Prestatie |
| --- | ---------- | --------- | --- |
| Danielle O'Toole Dallas Escobedo Taylor McQuillin Sierra Hyland Sashel Palacios Brittany Cervantes Sydney Romero Tori Vidales Chelsea Gonzales Anissa Urtez Amanda Sánchez Suzy Brookshire Nicole Mendes Tatyana Forbes Stefanía Aradillas | vrouwen    | 4         | Groepsfase Verloren van Canada 0 - 4 Verloren van Japan 2 - 3 Verloren van Verenigde Staten 0 - 2 Gewonnen van Italië 5 - 0 Gewonnen van Australië 4 - 1 Bronzen finale Verloren van Canada 2 - 3 |

### Synchroonzwemmen
| atlete                       | onderdeel | technische routine | technische routine | vrije routine (voorronde) | vrije routine (voorronde) | vrije routine (voorronde) | vrije routine (finale) | vrije routine (finale)    | vrije routine (finale) |
| atlete                       | onderdeel | punten             | rang               | punten                    | totaal (technisch + vrij) | rang                      | punten                 | totaal (technisch + vrij) | rang                   |
| ---------------------------- | --------- | ------------------ | ------------------ | ------------------------- | ------------------------- | ------------------------- | ---------------------- | ------------------------- | ---------------------- |
| Nuria Diosdado Joana Jiménez | duet      | 86,6190            | 13                 | 86,5333                   | 173,1523                  | 12 Q                      | 85,5667                | 173,1857                  | 12                     |

### Taekwondo
Mannen
| atleet          | onderdeel | eerste ronde         | kwartfinale          | halve finale         | herkansing           | finale / BM          | finale / BM |
| atleet          | onderdeel | tegenstander uitslag | tegenstander uitslag | tegenstander uitslag | tegenstander uitslag | tegenstander uitslag | rang        |
| --------------- | --------- | -------------------- | -------------------- | -------------------- | -------------------- | -------------------- | ----------- |
| Carlos Sansores | +80 kg    | Sapina V 6 - 4       | niet geplaatst       | niet geplaatst       | niet geplaatst       | niet geplaatst       | 11          |

Vrouwen
| atlete          | onderdeel | eerste ronde         | kwartfinale          | halve finale         | herkansing           | finale / BM          | finale / BM |
| atlete          | onderdeel | tegenstander uitslag | tegenstander uitslag | tegenstander uitslag | tegenstander uitslag | tegenstander uitslag | rang        |
| --------------- | --------- | -------------------- | -------------------- | -------------------- | -------------------- | -------------------- | ----------- |
| Briseida Acosta | +67 kg    | Laurin V 21 - 3      | niet geplaatst       | niet geplaatst       | niet geplaatst       | niet geplaatst       | 11          |

### Tennis
Vrouwen
| atlete                        | onderdeel  | eerste ronde         | tweede ronde                              | derde ronde          | kwartfinale          | halve finale         | finale / BM          | finale / BM    |                |
| atlete                        | onderdeel  | tegenstander uitslag | tegenstander uitslag                      | tegenstander uitslag | tegenstander uitslag | tegenstander uitslag | tegenstander uitslag | rang           |                |
| ----------------------------- | ---------- | -------------------- | ----------------------------------------- | -------------------- | -------------------- | -------------------- | -------------------- | -------------- | -------------- |
| Renata Zarazúa                | enkelspel  | Doi V 2-6, 3-6       | niet geplaatst                            | niet geplaatst       | niet geplaatst       | niet geplaatst       | niet geplaatst       | niet geplaatst |                |
| Giuliana Olmos Renata Zarazúa | dubbelspel | n.v.t.               | Badosa / Sorribes V 2-6, 7-6(7-4), [7-10] | niet geplaatst       | niet geplaatst       | niet geplaatst       | niet geplaatst       | niet geplaatst | niet geplaatst |

### Triatlon
Individueel
| Atleet            | Evenement | Zwemmen(1.5 km) | Rang 1 | Fietsen (40 km) | Rang 2 | Lopen(10 km) | Totaal Tijd | Ranking |
| ----------------- | --------- | --------------- | ------ | --------------- | ------ | ------------ | ----------- | ------- |
| Crisanto Grajales | Mannen    | 18.23           |        | 57.52           |        | 31.06        | 1.48.36     | 31      |
| Irving Pérez      | Mannen    | 18.06           |        | 1.01.14         | 33.34  | 1.54.02      | 46          |         |
| Cecilia Pérez     | Vrouwen   | 20.05           |        | DNF             | DNF    | DNF          | DNF         | DNF     |
| Claudia Rivas     | Vrouwen   | DNF             | DNF    | DNF             | DNF    | DNF          | DNF         | DNF     |

Gemengd
| Atleet            | Evenement   | Zwemmen (250 m) | Rang 1 | Fietsen (7 km) | Rang 2 | Lopen (1.5 km) | Rang 3 | Totaal Groeps tijd | Ranking |
| ----------------- | ----------- | --------------- | ------ | -------------- | ------ | -------------- | ------ | ------------------ | ------- |
| Cecilia Pérez     | Mixed relay | 4.00            | 13     | 10.27          | 8      | 7.00           | 15     | 1.28.53            | 16      |
| Crisanto Grajales | Mixed relay | 4.02            | 8      | 9.48           | 10     | 5.47           | 11     | 1.28.53            | 16      |
| Claudia Rivas     | Mixed relay | 4.28            | 5      | 10.57          | 15     | 7.08           | 16     | 1.28.53            | 16      |
| Irving Pérez      | Mixed relay | 4.08            | 7      | 10.20          | 16     | 6.04           | 14     | 1.28.53            | 16      |

### Voetbal
Mannen
| Olympiër | Onderdeel | Resultaat | Prestatie |
| --- | --------- | --------- | --------- |
| Luis Malagón Jorge Sánchez César Montes Jesús Angulo Johan Vásquez Vladimir Loroña Luis Romo Carlos Rodríguez Henry Martín Diego Lainez Alexis Vega Adrián Mora Guillermo Ochoa Érick Aguirre Uriel Antuna José Joaquín Esquivel Sebastián Córdova Eduardo Aguirre Ricardo Angulo Fernando Beltrán Roberto Alvarado Sebastián Jurado | mannen    | Brons     | zie onder |

| Groep |             |             |             |             |             |            |            |            |        |
| #     | Land        | Wedstrijden | Wedstrijden | Wedstrijden | Wedstrijden | Doelpunten | Doelpunten | Doelpunten | Punten |
| #     | Land        | GW          | W           | G           | V           | V          | T          | Saldo      | Punten |
| 1     | Japan       | 3           | 3           | 0           | 0           | 7          | 1          | +6         | 9      |
| 2     | Mexico      | 3           | 2           | 0           | 1           | 8          | 3          | +5         | 6      |
| 3     | Frankrijk   | 3           | 1           | 0           | 2           | 5          | 11         | -6         | 3      |
| 4     | Zuid-Afrika | 3           | 0           | 0           | 3           | 3          | 8          | -5         | 0      |

| Ronde          | Datum           | Lokale tijd | MEZT  | Land        | Uitslag     | Land      |  |
| -------------- | --------------- | ----------- | ----- | ----------- | ----------- | --------- |  |
| groepsfase     | 22 juli 2021    | 17:00       | 10:00 | Mexico      | 4 – 1       | Frankrijk |  |
| groepsfase     | 25 juli 2021    | 20:00       | 13:00 | Japan       | 2 - 1       | Mexico    |  |
| groepsfase     | 28 juli 2021    | 20:30       | 13:30 | Zuid-Afrika | 0 - 3       | Mexico    |  |
|                |                 |             |       |             |             |           |  |
| kwartfinale    | 31 juli 2021    | 20:00       | 13:00 | Zuid-Korea  | 3 - 6       | Mexico    |  |
|                |                 |             |       |             |             |           |  |
| halve finale   | 3 augustus 2021 | 17:00       | 10:00 | Mexico      | 0 - 0 1 - 4 | Brazilië  |  |
|                |                 |             |       |             |             |           |  |
| bronzen finale | 6 augustus 2021 | 18:00       | 11:00 | Mexico      | 3 - 1       | Japan     |  |

### Volleybal

#### Beachvolleybal
Mannen
| atleten                       | onderdeel | eerste ronde | eerste ronde | achtste finale                 | kwartfinale          | halve finale         | finale / BM          | finale / BM    |
| atleten                       | onderdeel | tegenstander uitslag | stand        | tegenstander uitslag           | tegenstander uitslag | tegenstander uitslag | tegenstander uitslag | rang           |
| ----------------------------- | --------- | --- | ------------ | ------------------------------ | -------------------- | -------------------- | -------------------- | -------------- |
| Josué Gaxiola José Luis Rubio | mannen    | Krasilnikov – Stojanovski V 24-26, 21-15, 18-16 Perušič – Schweiner V 21-13, 19-21, 11-15 Pļaviņš – Točs W 18-21, 16-21 | 3 Q          | Cerutti - Filho V 14-21, 13-21 | niet geplaatst       | niet geplaatst       | niet geplaatst       | niet geplaatst |

### Wielersport

#### Baanwielrennen
Vrouwen
Sprint
| atlete       | onderdeel | kwalificaties | kwalificaties | ronde 1            | herkansing 1                | ronde 2              | herkansing 2         | kwartfinale          | halve finale         | finale               | finale         |
| atlete       | onderdeel | tijd          | rang          | tegenstander tijd  | tegenstander uitslag        | tegenstander uitslag | tegenstander uitslag | tegenstander uitslag | tegenstander uitslag | tegenstander uitslag | rang           |
| ------------ | --------- | ------------- | ------------- | ------------------ | --------------------------- | -------------------- | -------------------- | -------------------- | -------------------- | -------------------- | -------------- |
| Luz Gaxiola  | sprint    | 10,682        | 15 Q          | Zhong V +0,087     | Bao Basova V +0,027         | niet geplaatst       | niet geplaatst       | niet geplaatst       | niet geplaatst       | niet geplaatst       | niet geplaatst |
| Yuli Verdugo | sprint    | 10,818        | 19 Q          | Starikova V +0,107 | McCulloch du Preez V +0,041 | niet geplaatst       | niet geplaatst       | niet geplaatst       | niet geplaatst       | niet geplaatst       | niet geplaatst |

Teamsprint
| atlete                   | onderdeel  | kwalificatie | kwalificatie | halve finale             | halve finale | finale            | finale |
| atlete                   | onderdeel  | tijd         | rang         | tegenstander tijd        | rang         | tegenstander tijd | rang   |
| ------------------------ | ---------- | ------------ | ------------ | ------------------------ | ------------ | ----------------- | ------ |
| Luz Gaxiola Yuli Verdugo | teamsprint | 33,097       | 5 Q          | Russische ploeg V 32,701 | 5 FC         | V 33,168          | 6      |

Keirin
| atlete       | onderdeel | ronde 1 | herkansing | ronde 2        | ronde 3        | finale         |
| atlete       | onderdeel | rang    | rang       | rang           | rang           | rang           |
| ------------ | --------- | ------- | ---------- | -------------- | -------------- | -------------- |
| Luz Gaxiola  | keirin    | 2 Q     | n.v.t.     | 3 Q            | 4 FB           | 11             |
| Yuli Verdugo | keirin    | 5       | 4          | niet geplaatst | niet geplaatst | niet geplaatst |

#### Mountainbiken
Mannen
| atleet             | onderdeel    | tijd          | rang |
| ------------------ | ------------ | ------------- | ---- |
| Jose Gerardo Ulloa | mountainbike | 1:30:57 +5:43 | 23   |

Vrouwen
| atlete            | onderdeel    | tijd          | rang |
| ----------------- | ------------ | ------------- | ---- |
| Daniela Campuzano | mountainbike | 1:22:50 +7:04 | 16   |

#### Wegwielrennen
Mannen
| atleet      | onderdeel    | tijd    | rang |
| ----------- | ------------ | ------- | ---- |
| Eder Frayre | wegwedstrijd | 6:15:38 | 39   |

Vrouwen
| atlete          | onderdeel    | tijd | rang |
| --------------- | ------------ | ---- | ---- |
| Lizbeth Salazar | wegwedstrijd | DNF  | DNF  |

### Worstelen

#### Grieks-Romeins
Mannen
| atleet        | onderdeel | eerste ronde         | kwartfinale          | halve finale         | herkansing           | finale / BM          | finale / BM    |
| atleet        | onderdeel | tegenstander uitslag | tegenstander uitslag | tegenstander uitslag | tegenstander uitslag | tegenstander uitslag | rang           |
| ------------- | --------- | -------------------- | -------------------- | -------------------- | -------------------- | -------------------- | -------------- |
| Alfonso Leyva | −77 kg    | Chekhirkin V 0 - 7   | niet geplaatst       | niet geplaatst       | niet geplaatst       | niet geplaatst       | niet geplaatst |

#### Vrije stijl
Vrouwen
| atlete        | onderdeel | eerste ronde         | kwartfinale          | halve finale         | herkansing           | finale / BM          | finale / BM    |
| atlete        | onderdeel | tegenstander uitslag | tegenstander uitslag | tegenstander uitslag | tegenstander uitslag | tegenstander uitslag | rang           |
| ------------- | --------- | -------------------- | -------------------- | -------------------- | -------------------- | -------------------- | -------------- |
| Alma Valencia | −57 kg    | Koblova V 2 - 5      | niet geplaatst       | niet geplaatst       | niet geplaatst       | niet geplaatst       | niet geplaatst |

### Zeilen
Mannen
| atleet             | onderdeel | race | race | race | race | race | race | race | race | race | race | race   | race   | race           | netto punten | eindnotering |
| atleet             | onderdeel | 1    | 2    | 3    | 4    | 5    | 6    | 7    | 8    | 9    | 10   | 11     | 12     | M              | netto punten | eindnotering |
| ------------------ | --------- | ---- | ---- | ---- | ---- | ---- | ---- | ---- | ---- | ---- | ---- | ------ | ------ | -------------- | ------------ | ------------ |
| Ignacio Berenguer  | RS:X      | 25   | 22   | 18   | 18   | 26   | 26   | 22   | 23   | 20   | 13   | 23     | 22     | niet geplaatst | 232          | 23           |
| Juan Ignacio Pérez | Finn      | 19   | 17   | 16   | 16   | 17   | 17   | 17   | 16   | 14   | 15   | n.v.t. | n.v.t. | niet geplaatst | 145          | 17           |

Vrouwen
| atlete        | onderdeel    | race | race | race | race | race | race | race | race | race | race | race   | race   | race           | netto punten | eindnotering |
| atlete        | onderdeel    | 1    | 2    | 3    | 4    | 5    | 6    | 7    | 8    | 9    | 10   | 11     | 12     | M              | netto punten | eindnotering |
| ------------- | ------------ | ---- | ---- | ---- | ---- | ---- | ---- | ---- | ---- | ---- | ---- | ------ | ------ | -------------- | ------------ | ------------ |
| Demita Vega   | RS:X         | 26   | 16   | 15   | 22   | 22   | 19   | 19   | 10   | 20   | 13   | 28     | 13     | niet geplaatst | 195          | 18           |
| Elena Oetling | Laser Radial | 41   | 21   | 31   | 19   | 23   | 7    | 19   | 32   | 43   | 28   | n.v.t. | n.v.t. | niet geplaatst | 221          | 32           |

### Zwemmen
Mannen
| atleet              | onderdeel        | series  | series | halve finale   | halve finale   | finale         | finale         |
| atleet              | onderdeel        | tijd    | rang   | tijd           | rang           | tijd           | rang           |
| ------------------- | ---------------- | ------- | ------ | -------------- | -------------- | -------------- | -------------- |
| Gabriel Castaño     | 50 m vrije slag  | 22,32   | 30     | niet geplaatst | niet geplaatst | niet geplaatst | niet geplaatst |
| José Ángel Martínez | 200 m wisselslag | 2.01,34 | 38     | niet geplaatst | niet geplaatst | niet geplaatst | niet geplaatst |
| Daniel Delgadillo   | 10km open water  | n.v.t.  | n.v.t. | n.v.t.         | n.v.t.         | 1.53.14,4      | 17             |

Vrouwen
| atleet            | onderdeel        | series  | series | halve finale   | halve finale   | finale         | finale         |
| atleet            | onderdeel        | tijd    | rang   | tijd           | rang           | tijd           | rang           |
| ----------------- | ---------------- | ------- | ------ | -------------- | -------------- | -------------- | -------------- |
| Melissa Rodríguez | 100 m schoolslag | 1.08,76 | 30     | niet geplaatst | niet geplaatst | niet geplaatst | niet geplaatst |
| Melissa Rodríguez | 200 m schoolslag | 2.26,87 | 24     | niet geplaatst | niet geplaatst | niet geplaatst | niet geplaatst |